# Mhardeh
Mhardeh (auch Muhradah oder Mharda, arabisch محردة Maharda, DMG Maḥarda) ist eine Stadt im Gouvernement Hama in Syrien. Sie hat 22.183 Einwohner (Berechnung 2009), großenteils Christen, mehrheitlich griechisch-orthodox.

## Geographie
Mhardeh liegt am Orontes, etwa 23 km nordwestlich der Stadt Hama, nahe der Burg Schaizar, im Zentrum des Mantiqa Mhardeh (Mantiqa = Bezirk), einer von fünf Bezirken Hamas.

## Wirtschaft
Traditionell lebte Mhardeh fast ganz vom Weinbau, und Abnehmer des Weins waren sowohl die Kirchen als auch die zahlreichen christlichen Familien. Mit zunehmender Urbanisierung ging der Weinbau zurück und hat auch durch den Bürgerkrieg gelitten, ist aber immer noch präsent. Zum Weinbau ist der Anbau von Olivenbäumen, verschiedenen Obstbäumen, Gemüse, Baumwolle und Weizen hinzugekommen. Im industriellen Bereich gibt es Lebensmittelindustrie, Getränkeproduktion und Reparaturbetriebe für landwirtschaftliche Maschinen, die Aufträge aus ganz Syrien annehmen.
Aufgrund der hohen Auswandererquote ist Mhardeh eine relativ wohlhabende Stadt. Das Hauptziel der Auswanderer war früher Südamerika, heutzutage arbeiten die meisten Exilanten in afrikanischen Staaten südlich der Sahara.

## Geschichte
Aus der Zeit der neo-hethitischen Staaten stammt die hieroglyphen-luwische Grabinschrift (?) eines Königs namens Taitas, aus dem nahegelegenen Schaizar ist die Grabstele seiner Frau bekannt.
Mhardeh stammt aus der hellenistischen Periode Apameas. Das wichtigste archäologische Überbleibsel dieser Zeit ist ein alter Tempel mit Steintoren und Säulen mit korinthischen Kapitellen, der später in eine Kirche umgewandelt wurde.
Im Bürgerkrieg in Syrien nahmen islamistische Rebellen im März 2015 die etwa 100 km nördlich liegende Stadt Idlib ein, und das an das Gouvernement Hama grenzende Gouvernement Idlib geriet unter die Kontrolle der Rebellen, unter denen bald die radikale „Organisation zur Befreiung der Levante“ (Haiʾat Tahrir asch-Scham) dominierte. Die Front verlief direkt nördlich von Mhardeh, das regelmäßig unter starken Artilleriebeschuss geriet. Einwohner des Ortes stellten eine Miliz im Rahmen der Nationalen Verteidigungskräfte (NDF, قوات الدفاع الوطني, DMG Quwwāt ad-Difāʿ al-Waṭanī) auf, die an der Seite der syrischen Armee zum Einsatz kamen. Allein bei einem Angriff auf Mhardeh am 7. September 2018 wurden 13 Menschen getötet, in der Mehrzahl spielende Kinder. Insgesamt 160 Bewohner des Ortes starben durch die Kämpfe bis Ende Juli 2019, sowohl Milizionäre als auch zahlreiche Zivilisten, darunter viele Frauen und Kinder. Viele Bewohner flohen wegen des Krieges ins Ausland. Dennoch gilt Mhardeh als Ort, den die meisten Bewohner nicht verlassen wollen. Von April bis Ende Juli 2019 konnten die christliche Miliz und die syrische Armee mit Unterstützung der russischen Luftwaffe Geländegewinne bei Mhardeh erzielen, und im August 2019 feierten Einwohner der Stadt in Hoffnung auf ein Ende der Bedrohung die Erfolge von Miliz und Armee gegen die Islamisten. In einer Messe und einer großen Prozession dankten an diesem Tag Gläubige unter Leitung des griechisch-orthodoxen Erzbischofs von Hama Nikolaus Baalbaki für den Sieg über die Dschihadisten und gedachten gleichzeitig der vielen Kriegstoten, ihrer Familienangehörigen.

## Sehenswürdigkeiten
In Mhardeh gibt es mehrere Kirchen. Als älteste Kirche gilt die Frauenkirche (كنيسة السيدة العذراء ‚Kirche unserer Frau Jungfrau‘ oder kurz „Frauenkirche“ كنيسة السيدة) der Griechisch-Orthodoxen Kirche, die auf den Grundmauern eines alten griechischen Tempels errichtet worden sein soll. Weitere Kirchen sind unter anderen die Kirche St. Georg (كنيسة مار جرجس), die Kirche Joachim und Anna (كنيسة يواكيم وحنة) sowie die Kirche St. Elias (كنيسة مار الياس). In der Nähe liegt das Dorf Schaizar, dessen Burg Ausflügler und Touristen anzieht.

## Mhardeh-Staudamm
3 km nördlich der Stadt Mhardeh befindet sich der 1960 fertiggestellte Mhardeh-Staudamm mit einer Dammhöhe von 41 m und einem Speicherraum von 67 Mio. m3. Der Stausee hat eine Wasseroberfläche von 4,5 km2. Der Staudamm dient vor allem der Bewässerung, außerdem der Stromerzeugung aus Wasserkraft.

## Söhne und Töchter des Ortes
- Ghada Shouaa (* 1972), die erste syrische Athletin, die eine olympische Goldmedaille gewann
- Ignatius IV. (1921–2012), griechisch-orthodoxer Patriarch von Antiochien